# Googie René
Googie René, bürgerlicher Name Rafael Leon René (* 30. März 1927 in Los Angeles; † 25. November 2007) war ein US-amerikanischer Pianist, Songwriter und Musikproduzent, der zwischen 1957 und 1961 einige Aufnahmen mit seiner Band für das Class Label seines Vaters Leon René tätigte. 
Zu seinen bekanntesten Werken zählen die Instrumentals Scumbo und Beautiful Weekend. Er veröffentlichte als Solokünstler 1959 das Album Googie Rene Presents Romesville sowie mit seiner Googie René Combo Ende der 1950er, Anfang der 1960er Jahre mehrere Singles. Im Jahr 2004 erschien die Compilation Wham Bam! The Best of the Googie Rene Combo.